# Сангаре, Ибраим
Ибраи́м Сангаре́ (фр. Ibrahim Sangaré; род. 2 декабря 1997, Кумасси) — ивуарийский футболист, играющий на позиции полузащитника. Ныне выступает за английский клуб «Ноттингем Форест» и сборную Кот-д’Ивуара.

## Карьера
Был игроком ивуарийского клуба «Денгеле». В июле 2016 года подписал трёхлетний контракт с французской «Тулузой». С начала сезона 2016/17 года стал выступать за вторую команду, дебютировал за неё 20 августа против «Кастане». 22 октября 2016 года Сангаре дебютировал в Лиге 1 в поединке против «Анже», выйдя на замену на 90-й минуте вместо Оскара Трехо.
28 сентября 2020 года перешёл в ПСВ за 9 миллионов евро.

## Достижения
ПСВ
- Обладатель Кубка Нидерландов (2): 2021/22, 2022/23
- Обладатель Суперкубка Нидерландов (3): 2021, 2022, 2023

Сборная Кот-д’Ивуара
- Обладатель Кубка африканских наций: 2023